# Knut Holmqvist
Pour les articles homonymes, voir Holmqvist.
Knut Holmqvist (né le 15 juillet 1918 à Trollenäs et mort le 28 août 2000 à Rydsgård) est un tireur sportif suédois.

## Carrière
Knut Holmqvist obtient la médaille d'argent olympique en fosse olympique aux Jeux olympiques d'été de 1952 se tenant à Helsinki. Quatre ans plus tard, il termine septième de la même épreuve aux Jeux olympiques d'été de Melbourne.